# Посольство Сербії в Німеччині
Посольство Сербії в Німеччині (серб. Амбасада Републике Србије у Берлину, нім. Serbische Botschaft in Berlin) — дипломатичне представництво Сербії в Німеччині, розміщене в Берліні. Будівля посольства розташована на вулиці Тауберштрасе у будинку 18 у районі Ґруневальд округу Шарлоттенбурґ-Вільмерсдорф.
Послом із 24 жовтня 2019 року є Снежана Янкович.

## Історія
Віллу побудовано в 1928—1929 роках за проєктами архітекторів Ріхарда Біленберга та Йозефа Мозера як особняк банкіра Мартіна Шиффа. Двоповерхова симетрична оштукатурена будівля з плоским вальмовим дахом головною віссю спрямована до парадних в'їзних воріт. Перебуває під охороною як пам'ятка архітектури.
8 грудня 1951 року Федеративна Республіка Німеччина встановила дипломатичні відносини з Федеративною Народною Республікою Югославія. 27 квітня 1992 року відносини продовжилися з Союзною Республікою Югославією (з лютого 2003 року — Сербією та Чорногорією), а з 3 червня 2006 року перетворилися на відносини з Республікою Сербія.